# Tenjingawa-dōri
Pour les articles homonymes, voir Tenjin.
À ne pas confondre avec Tenjin-dōri (天神通), une autre voie de Kyoto.
Le Tenjingawa-dōri (天神川通, Tenjingawa-dōri), aussi appelé Kadononaka-dōri (葛野中通, Kadononaka-dōri), est une voie de l'ouest de Kyoto, dans l'arrondissement d'Ukyō. Orientée nord-sud, elle commence au Marutamachi-dōri, et termine au Hachijō-dōri (ja). Longeant la rivière Tenjin (ja), elle suit le tracé de la route nationale 162 (en).

## Description

### Situation

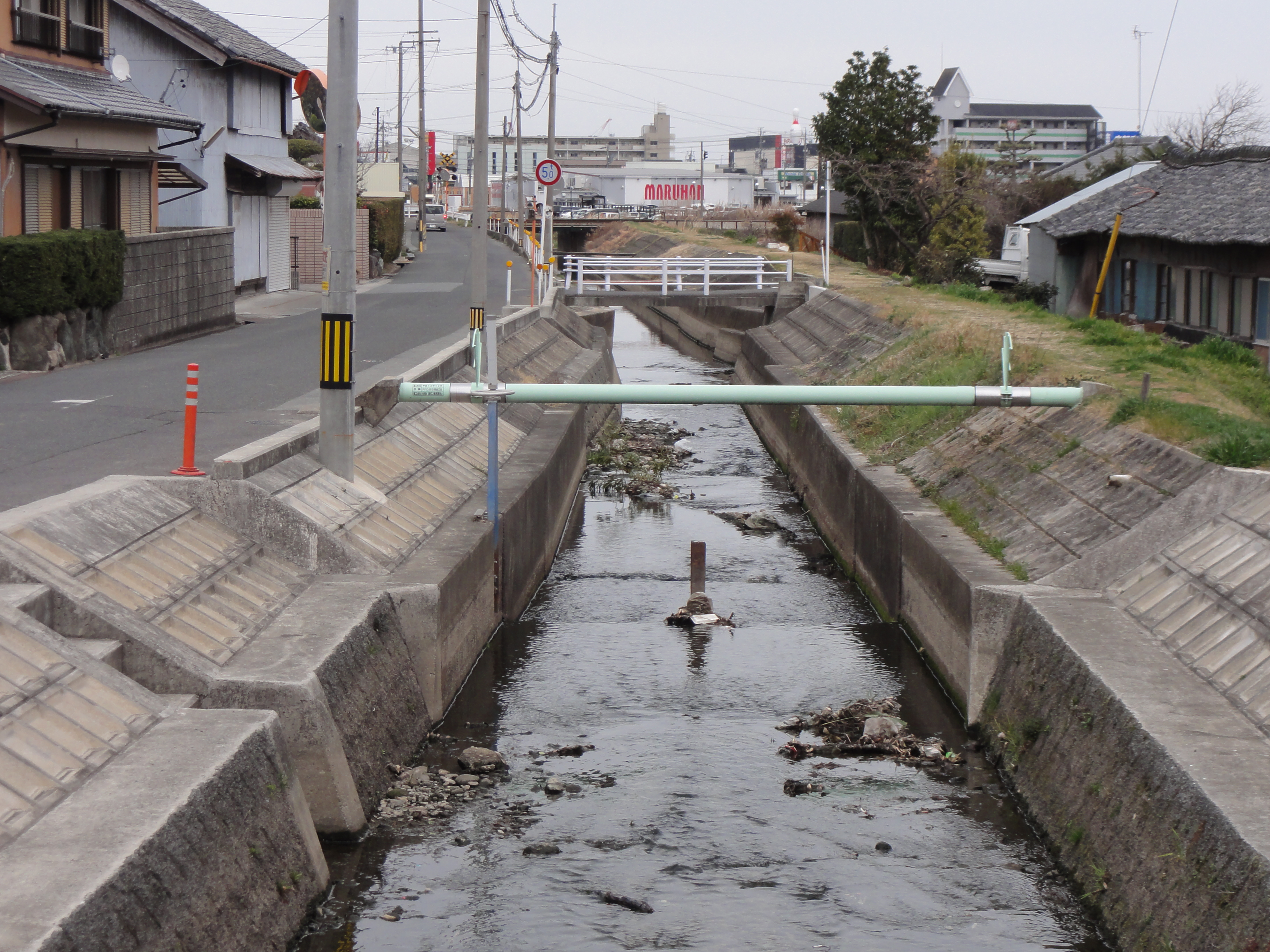
La rivière Tenjin.

Tenjingawa-dōri est une rue du centre-est de l'arrondissement d'Ukyō, traversant l'arrondissement du nord au sud. Elle commence à Marutamachi-dōri (丸太町通) et fait alors partie de la route nationale 162 (en),. La route nationale 162 continue au nord de Tenjingawa-dōri, mais suit plutôt la chaussée de la route Shūzan-kaidō (周山街道). Outre la route nationale 162, la Route municipale 184 - Utano-Kisshō-in (ja) (京都市道184号宇多野吉祥院線) circule aussi sur Tenjingawa-dōri. La rue borde la rivière Omuro (御室川) jusqu'à Oike-dōri (御池通), après quoi l'Omuro est rejointe par la rivière Kamiya (紙屋川) pour devenir la rivière Tenjin (ja) (天神川),. À Sanjō-dōri (ja) (三条通), il y a un passage ferroviaire de la ligne Keifuku Arashiyama (ja) du tramway de Kyoto. Après Manjuji-dōri (ja) (万寿寺通), la route préfectorale 113 - Umezu-Higashiyama-Shichijō (ja) (京都府道113号梅津東山七条線) passe aussi sur Tenjingawa-dōri. À Gojō-dōri (ja) (五条通), la route nationale 162 quitte Tenjingawa-dōri et continue sur Gojō-dōri vers l'est. Au sud de Gojō, la rue passe de la rive ouest à la rive est de la Tenjin, et la route préfectorale 113 la quitte pour continuer vers le sud sur Hohoemi-dōri (ほほえみ通り). Au nord de Hanayachō-dōri (ja) (花屋町通), la rue passe au-dessous de la ligne Hankyu Kyoto. La rue termine à Hachijō-dōri (ja) (八条通), près du petit pont Katsura (桂小橋), qui permet de franchir la Tenjin. Elle suit Kadonoōji-dōri (ja) (葛野大路通) à l'est et précède Kadononishi-dōri (ja) (葛野西通) à l'ouest.
Plusieurs ponts permettent de franchir la Tenjin depuis Tenjingawa-dōri, comme le pont Nishi-Ayanokōji (西綾小路橋), le pont Nishi-Takatsuji (西高辻橋), le pont Nishi-Manjuji (西万寿寺橋) et le pont Nishi-Gojō (西五条橋) entre autres.
Sur toute sa longueur, la rue porte aussi le nom Kadononaka-dōri (葛野中通, Kadononaka-dōri), même si Tenjingawa-dōri est plus commun. Kadononaka-dōri peut aussi faire référence à la chaussée sur la rive est de la Tenjin. Selon certaines sources, la rue commencerait à Sanjō-dōri,, ou encore à Oike-dōri. La fin de la rue est aussi mentionnée comme étant Gojō-dōri.
La circulation se fait dans les deux sens et la rue fait environ 3 800 mètres de long.

### Voies rencontrées
Du nord au sud, en sens unique. Les voies rencontrées de la droite sont mentionnées par (d), tandis que celles rencontrées de la gauche, par (g). Seules les rues ayant un nom sont listées.
1. Marutamachi-dōri (丸太町通)[2]
2. Kaminoshimodachiuri-dōri (上ノ下立売通) [Route préfectorale 131 - Dépôt de Hanazono-Kōryū-ji (ja) (京都府道131号花園停車場広隆寺線)]
3. (g) Shinnijō-dōri (新二条通) [aussi appelé Taishi-michi (太子道)]
4. Kyūnijō-dōri (旧二条通)
5. Oike-dōri (御池通)[1]
6. Sanjō-dōri (ja) (三条通)[1]
7. Shijō-dōri (en) (四条通)[1]
8. (g) Ayanokōji-dōri (ja) (綾小路通)[3]
9. Takatsuji-dōri (ja) (高辻通)[1]
10. Manjuji-dōri (ja) (万寿寺通)[3]
11. Gojō-dōri (ja) (五条通)[1]
12. (g) Hanayachō-dōri (ja) (花屋町通)
13. Shichijō-dōri (ja) (七条通)
14. (d) Kadononishi-dōri (ja) (葛野西通)
15. Hachijō-dōri (ja) (八条通)[2]

### Transports en commun
Les bus du réseau d'autobus de Kyoto (ja) passent sur la rue entre Marutamachi et Shijō. Les arrêts les plus importants sont Narabigaoka (双ヶ丘, lignes 8, 75, Spécial8, Spécial93), au carrefour avec Marutamachi, Kurobashi (黒橋, lignes 8, 75, Spécial8, Spécial93), au carrefour avec Shin'nijō, Sarutahiko-kobashi (猿田彦橋, lignes 8, Spécial71), au carrefour avec Sanjō, et Université d'études étrangères (京都外大前, lignes 3, 8, 27, 28, 29, 32, 67, 69, 71, 80, Spécial27, Spécial71),. Au sud, les stations les plus proches sont Parc sportif de Nishikyōgoku (西京極運動公園前, lignes 32, 73, 80),, près de Gojō, Gare de Nishi-Kyōgoku (西京極駅前, lignes 84, Spécial27), près de Hanayachō, École primaire Nishikyōgoku (西京極小学校前, lignes 33, 84), près de Shichijō, et Kadonoōji-Hachijō (葛野大路八条, lignes 33, 84), près de Hachijō. Les bus de l'entreprise privée Kyoto Bus (ja) passent aussi sur la rue.
Les gares ferroviaires les plus proches sont Uzumasa Tenjingawa (太秦天神川駅) de la ligne Tōzai du métro de Kyoto, au carrefour avec Oike-dōri, Randen-Tenjingawa (en) (嵐電天神川駅), sur la ligne Arashiyama du tramway de Kyoto, aussi près du carrefour avec Oike-dōri, et la gare de Nishi-Kyōgoku (en) (阪急京都本線) de la ligne Hankyu Kyoto.

## Odonymie
Tenjingawa-dōri est le nom officiel de la rue selon le ministère du Territoire, des Infrastructures, des Transports et du Tourisme, comme le montre les plaques sur la rue. « Tenjingawa » (天神川) signifie « rivière (川) Tenjin (天神) », et vient de la rivière éponyme qu'elle suit. « Tenjin » est une référence au sanctuaire shinto Kitano Tenman-gū (北野天満宮), surnommé « Tenjin-san » (天神さん). La partie nord de la Tenjin, la rivière Kamiya, passe par ce sanctuaire. Jusqu'à l'époque d'Edo (1603-1868), le nom « rivière Kamiya » était préféré à « rivière Tenjin ». Kadononaka-dōri est un autre nom attribué à la rue, mais n'est pas utilisé sur les plaques de rue. « Kadononaka » (葛野中), signifie « centre (中) de Kadono (葛野) » et fait référence à la position centrale de la rue dans un groupe de quatre rues (les autres étant Kadonoōji-dōri, Kadononishi-dōri et Kadonohigashi-dōri) portant le préfixe « Kadono », qui fait référence à l'ancien district de Kadono (ja) (葛野郡), qui englobait la région où la rue est située.
Jusque dans les années 1980, les deux noms Kadononaka et Tenjingawa étaient utilisés sur les plaques de rue, ce qui portait confusion pour les locaux. Tenjingawa était le nom officiel adopté par le Bureau de développement régional du Kansai (ja) (近畿地方整備局) du ministère du Territoire, des Infrastructures, des Transports et du Tourisme, tandis que Kadononaka avait été choisi par le Bureau de génie civil de Kyoto, section ouest. Tenjingawa avait été choisi auparavant et après approbation avec la police municipale, mais Kadononaka semble avoir été choisi sans aucune confirmation préalable. Le nom Tenjingawa a finalement été officialisé, sans que Kadononaka disparaisse pour autant dans le langage local.

## Histoire
Le Tenjingawa-dōri est une rue récente de la ville de Kyoto et n'existait pas à la création de Heian-kyō, la capitale impériale, en 794. Elle est en fait située à l'ouest de l'avenue Nishikyōgoku (西京極大路, Nishi (no) kyōgoku (no) ōji), la voie la plus à l'ouest de l'ancienne capitale. Avec le déclin d'Ukyō, la « capitale de droite », la plupart des voies de l'ouest de la ville ont disparu. La rue apparaît en fait après les années 1950, après des travaux de canalisation de la rivière Tenjin en 1944, qui ont permis de lui conférer son cours actuel,.

## Patrimoine et lieux d'intérêt
Au nord de la rue, à la confluence des rivières Kamiya et Omuro, se trouve le parc pour enfants d'Uzumasa (太秦児童公園). Au carrefour avec Sanjō-dōri, le pont Sarutahiko (猿田彦橋) sur Sanjō permet d'atteindre le sanctuaire shinto Yamanouchi Sarutahiko-jinja (山ノ内 猿田彦神社). Quelques centaines de mètres au sud de Sanjō, se trouve du côté est de la Tenjin l'école secondaire Kyoto Gaidai Nishi (ja) (京都外大西高等学校) et l'Université d'études étrangères de Kyoto.
Entre Shijō et Gojō, de l'autre côté de la rue, sur la rive est de la Tenjin, se trouve une allée de cerisiers, populaire pour le hanami,,. Au sud de Gojō-dōri, le parc sportif de Nishikyōgoku (ja) (京都市西京極総合運動公園) se trouve de l'autre côté de la rue, sur la rive ouest de la Tenjin.

Quelques lieux d'intérêts
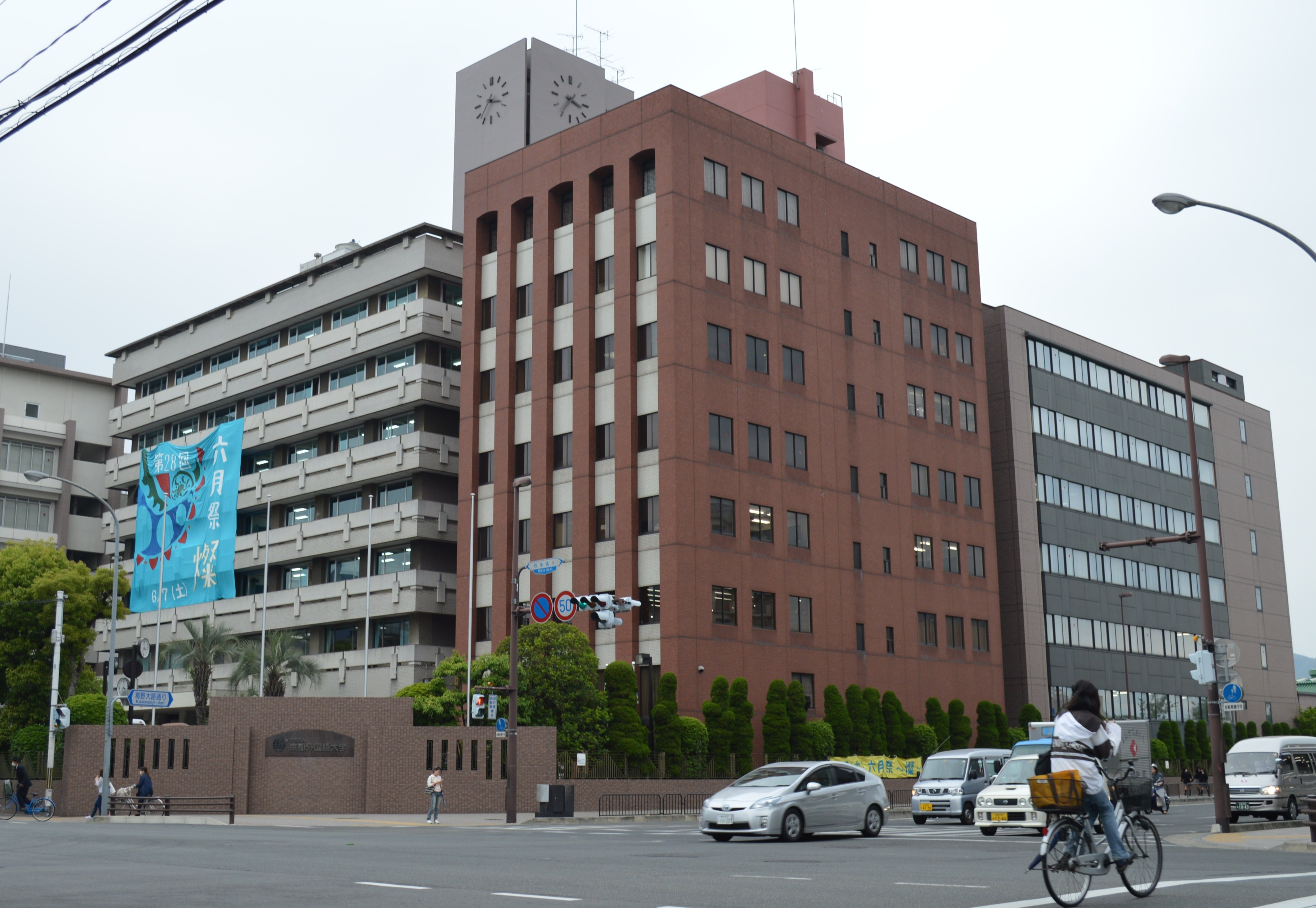
L'Université d’études étrangères de Kyoto
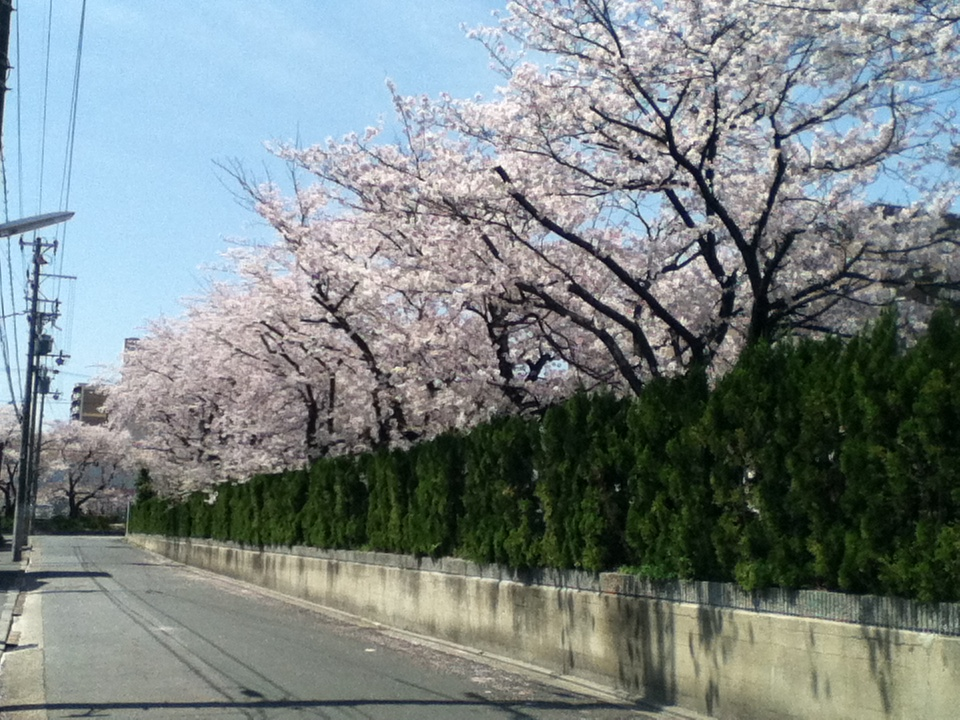
Allée de cerisiers le long de la rivière Tenjin
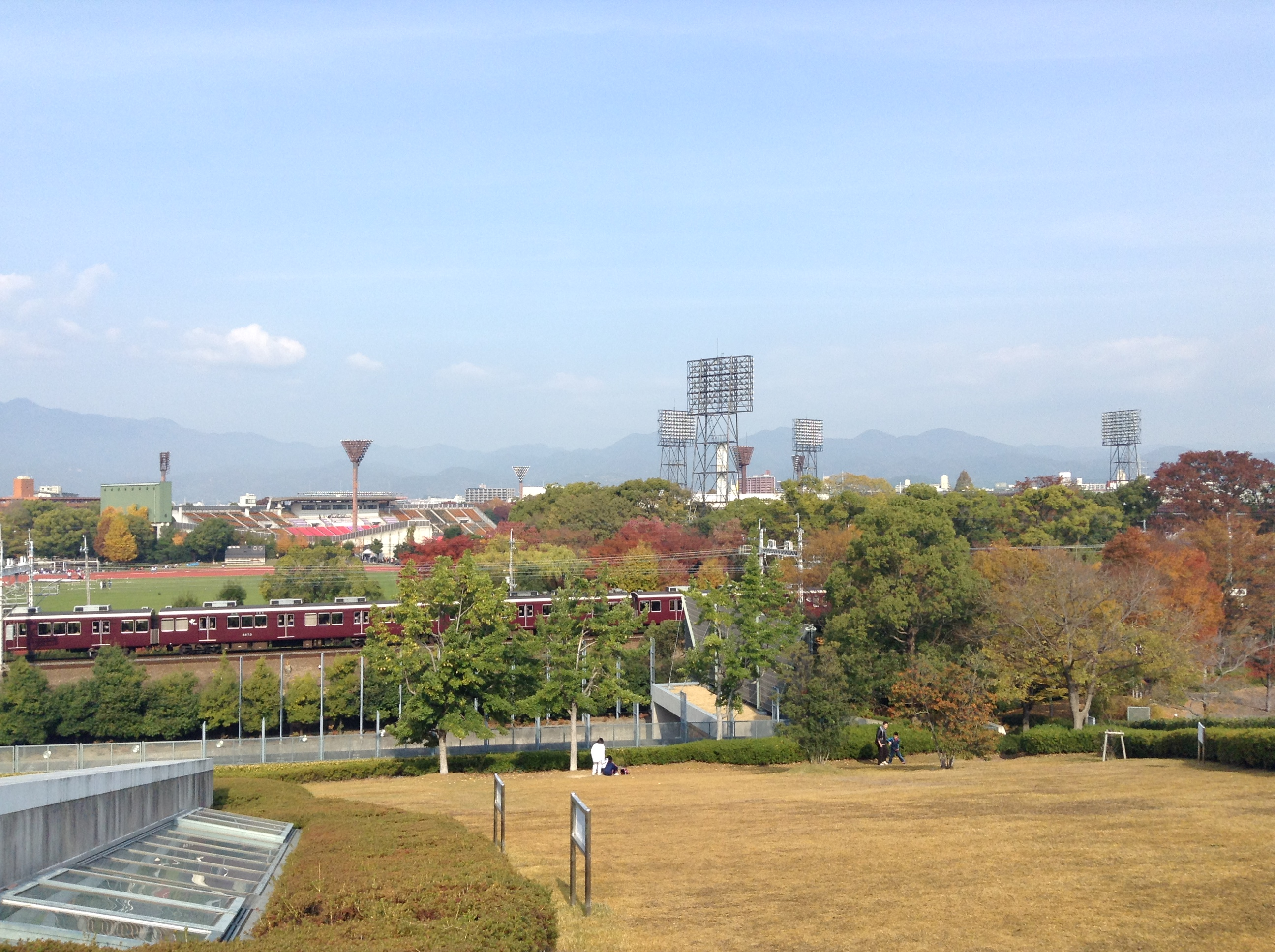
Le parc sportif